# Jedlovská plošina
Jedlovská plošina je geomorfologický okrsek tvořící součást Nedvědické vrchoviny, v jejíž nejsevernější části se nachází. Plošina je mírně zvlněná. Jedná se o exhumovanou předkřídovou parovinu. Předkřídový zarovnaný povrch byl obnažen v důsledku odnosu křídových usazenin. Horniny jsou zarovnány. Plošina je zvlněna převážně plochými údolími přítoků Svratky a Svitavy. Krasové jevy se v krystalických vápencích vyskytují v okolí obce Bystré. Význačným bodem je Jaroška (729,2 m). Krajina se vyznačuje střídáním polí, luk a lesů (smrk, borovice).